# Riu Hugli

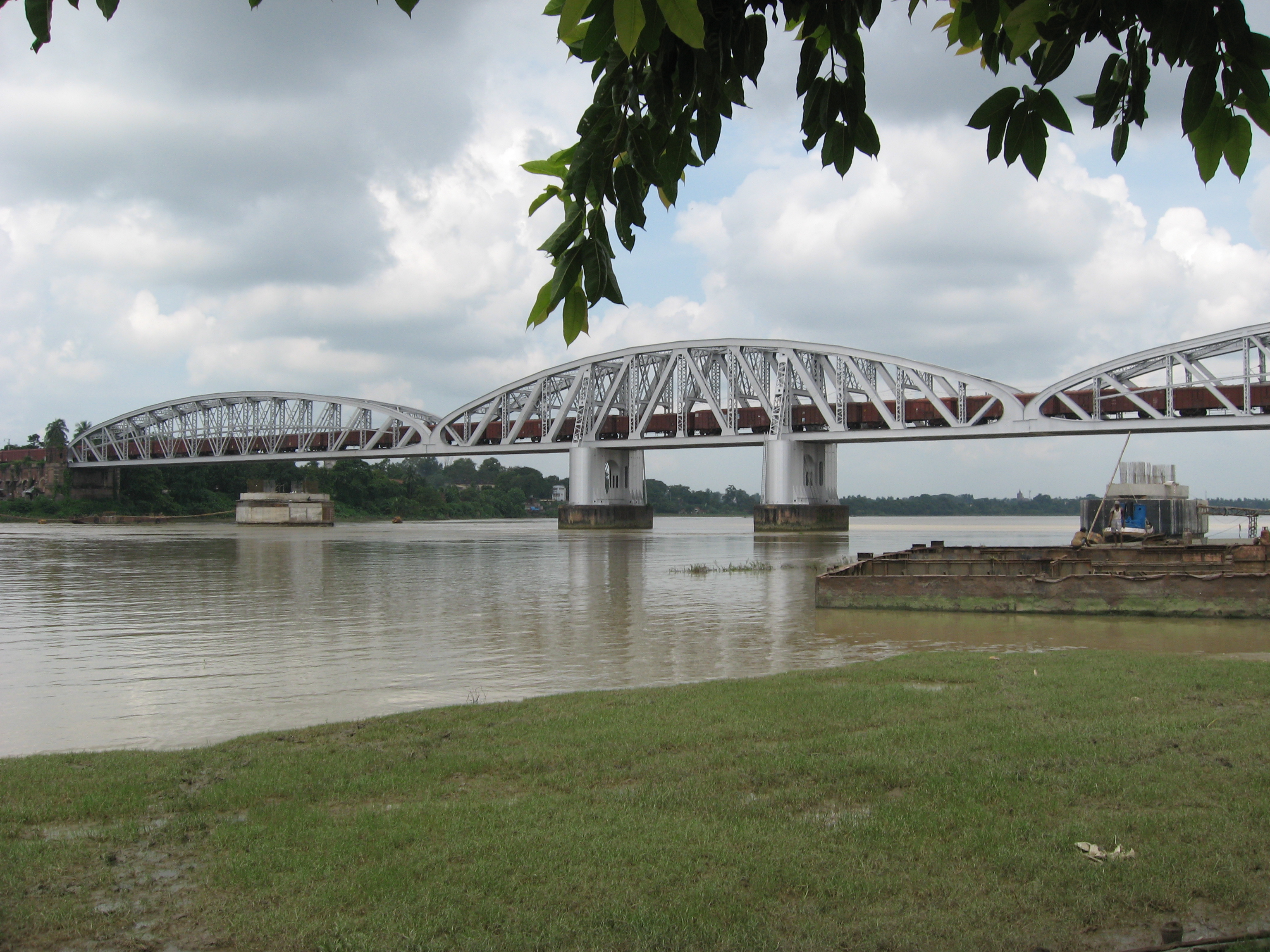
Pont del Jubileu entre Naihati i Bandel

El riu Hugli, (conegut també com a Hoogly, Hooghly o Bhagirathi-Hoogli) és un riu de l'Índia a Bengala Occidental, distributari del Ganges. Se separa del Ganges com un canal al districte de Murshidabad a la presa de Farakka. A la vora del riu es troba la ciutat d'Hugli o Hoogly, modernament Hugli-Chinsura; no se sap si el riu va donar nom a la ciutat o a l'inrevés. La profunditat oscil·la entre 61 i 116 metres. Després de seguir uns quilòmetres com a canal arriba en paral·lel al Ganges fins Jahangirpur on recupera la condició de riu i corre cap al sud passant per Jiaganj Azimganj, Murshidabad i Baharampur. Forma el límit entre el districte de Bardhaman i el districte de Nadia, i segueix després al sud cap a Katwa, Navadwip i Kalna on forma el límit entre el districte de Nadia i el districte d'Hooghly, i després més el sud entre aquest darrer i el districte de North 24 Parganas. Passa Halisahar, Hugli-Chuchura, Rishra, i Kamarhati i abans d'entrar a les ciutats bessones de Calcuta (Kolkata) i Howrah gira al sud-oest i a Narpur entra a un vell canal del Ganges i segueix al sud fins a desaiguar a la badia de Bengala. Fou escollit pels portuguesos per fundar una colònia a la seva riba el 1637. Els britànics es van establir a Calcuta precisament per l'existència del riu.
Rep com a afluents els rius Damodar, Rupnarayan, Bansloi, Pagla, Chora Dekra, Ajay i Khari.

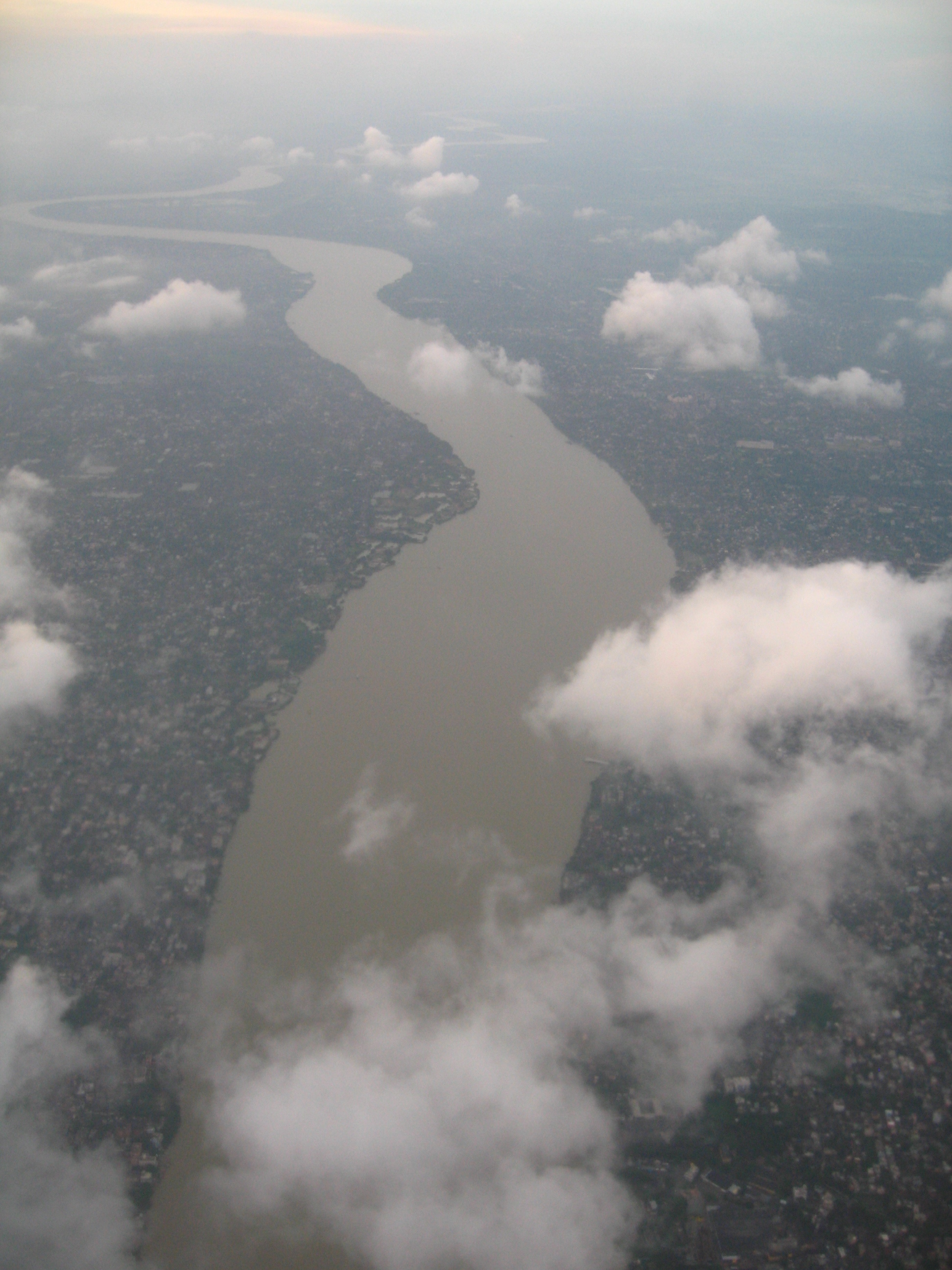
Hooghly a Bally, Howrah